# Коянды (Каркаралинский район)
Коянды (каз. Қоянды) — село в Каркаралинском районе Карагандинской области Казахстана. Административный центр аульного округа Коянды. Находится примерно в 53 км к северу от районного центра, города Каркаралинска. Код КАТО — 354871100.

## Население
В 1999 году население села составляло 798 человек (410 мужчин и 388 женщин). По данным переписи 2009 года, в селе проживало 479 человек (270 мужчин и 209 женщин).